# Henry Bentinck, 11. Earl of Portland
Henry Noel Bentinck, 11. Earl of Portland (* 2. Oktober 1919; † 30. Januar 1997) war ein britischer Peer und Politiker. Er war ein Mitglied des deutsch-englischen Adelsgeschlechts Bentinck. 

## Leben und Karriere
Bentinck war der Sohn von Robert Charles Graf Bentinck (1875–1932) und Lady Norah Ida Emily Noel (1881–1939). Bevor er den britischen Titel erbte, führte er seit 1932 den alten deutschen Titel eines (Reichs-)Grafen Bentinck und Waldeck-Limpurg. Aufgrund einer besonderen königlichen Erlaubnis war der Familie seit 1886 gestattet, den Titel auch im Vereinigten Königreich zu führen. 
Er besuchte das Royal Military College Sandhurst, Berkshire.
Im Zweiten Weltkrieg diente Bentinck als Offizier bei den Coldstream Guards. Er wurde während dieser Zeit zweimal verwundet und geriet in Kriegsgefangenschaft. Von 1952 bis 1955 war er als Rinderzuchtgehilfe in Tasmanien tätig.
Mit seiner ersten Frau, Pauline Ursula Mellowes (1921–1967), die er am 13. Oktober 1940 in London heiratete, hatte er drei Kinder, die beiden Töchter Sorrel und Anna und einen Sohn, Timothy Charles Robert Noel Bentinck, den späteren 12. Earl of Portland. Ab dem 23. Februar 1974 war er in zweiter Ehe mit Jennifer Hopkins verheiratet.
Bentinck schrieb mehrere Bücher: „Anyone Can Understand the Atom“ erschien 1965 und behandelt das Thema Kernenergie. 1966 veröffentlichte er das Kinderbuch „The Avenue of Flutes“, 1971 erschien der Thriller „Isoworg“.
Beim Tod seines Cousins 7. Grades Victor Cavendish-Bentinck, 9. Duke of Portland am 30. Juli 1990 erbte er dessen Titel eines Earl of Portland, aber nicht den Titel Duke of Portland, der damit erlosch. Bentinck war ein direkter Nachfahre von Johann Wilhelm Bentinck, 1. Earl of Portland († 1709). Mit dem Earlstitel war ein erblicher Sitz im House of Lords verbunden. Seine Antrittsrede im Parliament hielt er am 28. April 1992.
Bentinck starb im Januar 1997 im Alter von 77 Jahren.

## Werke
- Anyone Can Understand the Atom. Parrish, London 1965.
- The Avenue of Flutes. Chatto & Windus, London 1966.
- Isoworg. Joseph Books, London 1971.